# Személyi jövedelemadó Magyarországon
A személyi jövedelemadó a magánszemélyek jövedelmére kivetett adó. Bevallása évente esedékes, az év közben a munkáltató által levont adóelőleg beszámításával. Az adó alapja a magánszemély összes jövedelme, többek között a munkáltatótól kapott fizetés, kamat, osztalék, ingó- és ingatlanvagyon értékesítéséből származó bevétel ill. egyéb önálló jövedelem (pl. egyéni vállalkozó, mezőgazdasági őstermelő, ingatlan bérbeadó esetében). Az adó mértéke a legtöbb országban progresszívan emelkedik, vagyis a magasabb jövedelemhez magasabb adókulcs tartozik.
Magyarországon azonban egykulcsos, 15%-os jövedelemadó van érvényben, amely a szociális hozzájárulási adóval megemelt teljes bérköltségnek (azaz a bruttó bér 113%-ának) a 13,27%-át teszi ki. Ennek oka, hogy Magyarországon a társadalombiztosítási járulék gyakorlatilag ketté van választva: a munkavállaló bruttó béréből 18,5%-os társadalombiztosítási járulékot vonnak le, míg a munkaadó a bruttó béren felül 13%-os szociális hozzájárulási adót köteles fizetni. A két teher mértéke együttesen a bérköltségnek (azaz a bruttó bér 113%-ának) a 27,88%-át teszi ki. Időről időre felmerülnek olyan kezdeményezések, hogy a teljes járulékköltséget a bruttó bérből vonják le, az új egységes tb-járulék mértéke pedig 27% lehetne. Mivel a 15%-os személyi jövedelemadó (szja) mértéke a teljes bérköltség arányában 13,27%, ezért az szja mértéke a járulékok egységesítése esetén 13% lehetne. Ez nem csak egyszerűsítené az adózást, hanem javítaná a családi adókedvezmény igénybevehetőségét a három- vagy többgyermekes családok esetében. A járulékok egységesítése esetén természetesen a bruttó bért automatikusan meg kellene emelni 13%-kal, a mai teljes bérköltség szintjére.
A legfontosabb szja-kedvezmény a családi adókedvezmény, melynek összege a gyermekek számától függ; ráadásul progresszíven emelkedik, azaz több gyermek esetén a gyermekenkénti adókedvezmény összege is magasabb. A családi adókedvezmény progresszivitását azért érik kritikák, mert Magyarországon az alacsony átlagos gyermekszámnak az oka elsősorban nem az, hogy a családokban a harmadik gyermekek nem születnek meg, hanem hogy az egy- és kétgyermekes nők aránya az elmúlt évtizedekben jelentősen csökkent, míg a gyermekteleneké jelentősen nőtt. Vagyis ha az a kormányzati cél, hogy növekedjen a gyerekszám, akkor elsősorban nem a két- vagy többgyermekeseket kellene arra ösztönözni, hogy vállaljanak még egy gyermeket, hanem leginkább a gyermekteleneket kellene arra ösztönözni, hogy vállaljanak egy, majd esetleg még egy második gyermeket is. Ezért az lenne célravezető, ha minden családban azonos lenne a gyermekenkénti családi adókedvezmény összege, melyet pl. a 3 vagy több gyermekes családoknál alkalmazott gyermekenkénti 33 000 forinton lehetne egységesíteni.
Családi adókedvezmény azon gyermekek után jár, akik családi pótlékra is jogosultak. Azonban míg a legtöbb európai országban 24-25 éves korig jár a családi pótlék, addig Magyarországon mindössze 20 éves korig folyósítják a családi pótlékot, emellett a legtöbb európai országgal ellentétben az egyetemi és főiskolai hallgatók nem jogosultak az ellátásra, ezért a 20. életévüket betöltöttek, valamint az egyetemi és főiskolai hallgatók nem jogosultak a családi adókedvezményre sem.

## Magyarországon

### Adóalap
Az adóalapot képezik a magánszemélyek által szerzett éves összes jövedelem, így többek között a munkáltatótól kapott fizetés, kamat, osztalék, ingó- és ingatlanvagyon értékesítéséből származó bevétel ill. egyéb önálló jövedelem (pl. egyéni vállalkozó, mezőgazdasági őstermelő, ingatlan bérbeadó esetében).

### Adómérték
Magyarországon a személyi jövedelemadó 1996 és 2010 között a legtöbb országhoz hasonlóan többkulcsos volt, így minél magasabb volt valakinek a jövedelme, a bevétel annál nagyobb százalékát kellett adóként befizetni. 2011. január 1-je óta egykulcsos szja-rendszer van érvényben, amit előbb 16, majd 2016-tól 15 százalékban határoztak meg.
| időszak                     | adókulcsok |
| --------------------------- | --- |
| 1988. évi adótábla          | Adókulcs Adósáv (forint) 60 % 800 001 56 % 600 001–800 000 52 % 361 001–600 000 48 % 240 001–360 000 44 % 180 001–240 000 39 % 150 001–180 000 35 % 120 000–150 000 30 % 90 001–120 000 25 % 70 001–90 000 20 % 48 001–70 000 0 % 0–48 000 |
| 1989. évi adótábla          | Adókulcs Adósáv (forint) 56 % 600 001- 49 % 360 001–600 000 43 % 240 001–360 000 35 % 150 001–240 000 29 % 100 001–150 000 23 % 70 001–100 000 17 % 55 001– 70 000 0 % 0– 55 000                                                           |
| 1990. évi adótábla          | Adókulcs Adósáv (forint) 50 % 500 001– 40 % 300 001–500 000 30 % 90 001–300 000 15 % 55 001– 90 000 0% 0– 55 000 |
| 1991. évi adótábla          | Adókulcs Adósáv (forint) 50 % 500 001– 40 % 300 001–500 000 32 % 150 001–300 000 30% 120 001–150 000 18% 90 001–120 000 12 % 55 001– 90 000 0% 0– 55 000                                                                                   |
| 1992. évi adótábla          | Adókulcs Adósáv (forint) 40 % 500 001– 35 % 200 001–500 000 25% 100 001–200 000 0% 0–100 000 |
| 1993. évi adótábla          | Adókulcs Adósáv (forint) 40 % 500 001– 25 % 200 001–500 000 25% 100 001–200 000 0% 0–100 000 |
| 1994. és 1995. évi adótábla | Adókulcs Adósáv (forint) 44% 550 001– 40 % 380 001–550 000 35 % 220 001–380 000 25% 150 001–220 000 20% 110 001–150 000 0% 0–110 000 |

| Időszak                                                                               | Az adóalaphoz viszonyítva |
| ------------------------------------------------------------------------------------- | --- |
| 1996. január 1-jétől                                                                  | felső kulcs: 48% (900 000 Ft felett) 5. kulcs: 44% (550 001 és 900 000 Ft között) 4. kulcs: 40% (380 001 és 550 000 Ft között) 3. kulcs: 35% (220 001 és 380 000 Ft között) 2. kulcs: 25% (150 001 és 220 000 Ft között) alsó kulcs: 20% (150 000 Ft-ig) |
| 2001. január 1. – 2001. december 31.                                                  | felső kulcs: 40% (1 050 000 Ft felett) középső kulcs: 30% (480 001 és 1 200 000 Ft között) alsó kulcs: 20% (480 000 Ft-ig) |
| 2002. január 1. – 2002. december 31.                                                  | felső kulcs: 40% (1 200 000 Ft felett) középső kulcs: 30% (600 001 és 1 200 000 Ft között) alsó kulcs: 20% (600 000 Ft-ig) |
| 2003. január 1. – 2003. december 31.                                                  | felső kulcs: 40% (1 350 000 Ft felett) középső kulcs: 30% (650 001 és 1 350 000 Ft között) alsó kulcs: 20% (650 000 Ft-ig) |
| 2004. január 1. – 2004. december 31.                                                  | felső kulcs: 38% (1 500 000 Ft felett) középső kulcs: 26% (800 001 és 1 500 000 Ft között) alsó kulcs: 18% (800 000 Ft-ig) |
| 2005. január 1. – 2005. december 31.                                                  | felső kulcs: 38% (1 500 000 Ft felett) alsó kulcs: 18% (1 500 000 Ft-ig) |
| 2006. január 1. – 2006. december 31.                                                  | felső kulcs: 36% (1 550 000 Ft felett) alsó kulcs: 18% (1 550 000 Ft-ig) |
| 2007. január 1. – 2009. június 30.                                                    | felső kulcs: 36% (1 700 000 Ft felett alsó kulcs: 18% (1 700 000 Ft-ig) |
| 2009. július 1. (visszamenőleges hatállyal 2009. január 1-jétől) – 2009. december 31. | felső kulcs: 36% (1 900 001 Ft és 7 500 000 Ft között) alsó kulcs: 18% (1 900 000 Ft-ig) |
| 2010. január 1. – 2010. december 31.                                                  | felső kulcs: 32% (5 000 000 Ft felett) alsó kulcs: 17% (5 000 000 Ft-ig) |
| 2011. január 1. – 2015. december 31.                                                  | 16% |
| 2016. január 1-jétől                                                                  | 15% |

### Adókedvezmények és -mentességek
A személyi jövedelemadóból igénybe vehető kedvezmények többek között:
- négy vagy több gyermeket nevelő anyák kedvezménye (NÉTAK)
- első házasok kedvezménye (EHK)
- családi kedvezmény (CSK) és családi járulékkedvezmény (CSJK)
- személyi kedvezmény (SZK)
- 25 éven aluli fiatalok szja-mentessége
- 30 év alatti anyák kedvezménye

#### A családi adókedvezmény
A személyi jövedelemadó-rendszer legfontosabb adókedvezménye a családi adókedvezmény, melyet 2014 óta a járulékokból is érvényesíteni lehet. A családi adókedvezmény összege a gyermekek számától függ; ráadásul progresszíven emelkedik, azaz több gyermek esetén a gyermekenkénti adókedvezmény összege is magasabb. A családi adókedvezmény progresszivitását azért érik kritikák, mert Magyarországon az alacsony gyermekszámnak az oka elsősorban nem az, hogy a családokban a harmadik gyermekek nem születnek meg, hanem hogy az egy- és kétgyermekes nők aránya az elmúlt évtizedekben jelentősen csökkent, míg a gyermekteleneké jelentősen nőtt. Vagyis ha az a kormányzati cél, hogy növekedjen a gyerekszám, akkor nem a két- vagy többgyermekeseket kellene arra ösztönözni, hogy vállaljanak még egy gyermeket, hanem a gyermekteleneket kellene arra ösztönözni, hogy vállaljanak egy, majd esetleg még egy második gyermeket is. Ezért az lenne célravezető, ha minden családban azonos lenne a gyermekenkénti családi adókedvezmény összege.
Családi adókedvezmény azon gyermekek után jár, akik családi pótlékra is jogosultak. A családi pótlék magyarországi rendszerét komoly kritikák érik amiatt, hogy míg a legtöbb európai országban 24-25 éves korig jár a családi pótlék, addig Magyarországon mindössze 20 éves korig folyósítják a családi pótlékot, emellett a legtöbb európai országgal ellentétben az egyetemi és főiskolai hallgatók nem jogosultak az ellátásra. Emiatt a 20. életévüket betöltöttek, valamint az egyetemi és főiskolai hallgatók nem jogosultak a családi adókedvezményre sem.
| Gyermekek száma     | Az adókedvezmény mértéke havonta |
| ------------------- | -------------------------------- |
| 1 gyermek           | gyermekenként 10 000 forint      |
| 2 gyermek           | gyermekenként 20 000 forint      |
| 3 vagy több gyermek | gyermekenként 33 000 forint      |

### Hatályos jogszabály
1995. évi CXVII. törvény (Szja tv.)